# Wędrujący Kamień (Karkonosze)
Wedrujący Kamień (niem. Wanderstein) – dużych rozmiarów granitowy kamień w Karkonoszach, przesuwający się w kierunku północno-zachodnim w stronę Jagniątkowa.

## Położenie i opis
Kamień położony jest na terenie ścisłego rezerwatu, we wschodniej części Czarnego Kotła Jagniątkowskiego, w południowo-zachodniej Polsce, w Sudetach Zachodnich, w zachodniej części Karkonoszy.
Wędrujący Kamień to sporych rozmiarów granitowy głaz o wysokości 2,8 m i obwodzie około 9,5 m, leżący w głębi polodowcowego Kotła Jagniątkowskiego, na najwyższej morenie, na wysokości około 1130 m n.p.m., poniżej Jaworowej Łąki. Na jednej ze ścian kamienia wykuta jest litera „W”.
Pod koniec XVII wieku zaczęto obserwację przemieszczania się kamienia. Z opisu Hausleutnera z Jeleniej Góry wynika, że od 1797 do 1810 roku głaz przemieścił się w kierunku północno-zachodnim prawie o 30 m. Zjawisko przemieszczania się kamienia przypisuje się zsuwom zachodzącym na stokach o odpowiednim nachyleniu, spowodowanych procesami wietrzenia skał, a także wodami opadów atmosferycznych, które gromadzą się w dużych i licznych szczelinach skalnych podłoża. Woda zimą zamarzając rozsadza skały, a odmarzając ułatwia proces przesuwania się rozdrobnionego materiału skalnego. Na zmiany położenia kamienia mają również wpływ lawiny śnieżne oraz ruchy moreny, na której znajduje się kamień.

## Szlaki turystyczne
W pobliżu Wędrującego Kamienia przechodzą szlaki turystyczne:
- – czarny, prowadzący od Koralowej Ścieżki do dolnej krawędzi kotła,
- – zielony, prowadzący Ścieżką nad Reglami z okolicy schroniska pod Łabskim Szczytem przez Śnieżne Kotły do Przełęczy Karkonoskiej, przechodzi dolną krawędzią kotła,
- – niebieski, prowadzący Koralową Ścieżką z Jagniątkowa do czeskiego schroniska Mědvdí bouda, przechodzi nad zachodnią krawędzią kotła.